# Anton Zaharia
Anton Zaharia este un artist român născut în 1953 în București. A efectuat studii libere de artă în București și Brașov.
A avut mai multe expoziții de grup la Saloanele Uniunii Artiștilor Plastici Români din Brașov în 1978, 1979, 1985, mai multe lucrări ale sale fiind expuse în colectii particulare si institutii din România, Franța, Anglia, Belgia, Germania și Canada.
Tehnica folosită in realizarea lucrarilor este a uleiului pe pânză pentru picturi, respectiv tehnica mixta pe hartie pentru desene.